# Philippa Gould
Pour les articles homonymes, voir Gould.
Philippa Mary "Pip" Gould, née le 4 décembre 1940 à Auckland, est une nageuse Néo-Zélandaise spécialisée en dos crawlé.

## Biographie
Philippa Gould participe aux Jeux olympiques d'été de 1956 en se classant sixième de sa série au 100 m dos. En janvier 1957, elle bat le record du monde du 200 m dos et en mars 1958, elle bat le record du 100 m dos, alors qu'elle est encore étudiante à Auckland.
Aux Jeux de l'Empire britannique et du Commonwealth de 1958, elle remporte la médaille de bronze au 110 mètres dos.
En 1995, Philippa Gould est intronisée au New Zealand Sports Hall of Fame (en).  